# Trichocerca bicuspes
Trichocerca bicuspes är en hjuldjursart som först beskrevs av Pell 1890.  Trichocerca bicuspes ingår i släktet Trichocerca och familjen Trichocercidae. Inga underarter finns listade i Catalogue of Life.